# Эдиев, Асламбек Лечиевич
Асламбе́к (Асланбе́к) Лечи́евич Эди́ев (род. 4 января 1970, Комсомольское, Чечено-Ингушская АССР) — российский тяжелоатлет и тренер, 5-кратный чемпион России, призёр чемпионатов Европы и мира, заслуженный мастер спорта России.

## Биография
Чеченец. Выступал в весовой категории до 85 кг. Его тренерами были Сергей Долгачёв, Вячеслав Адаменко, Ибрагим Кодзоев, Руслан Балаев. Является главным тренером основной сборной команды Чеченской Республики по тяжёлой атлетике и тренером юношеской сборной страны. В его честь в Грозном проводится ежегодный республиканский турнир.

## Спортивные результаты
- Чемпионат СССР по тяжёлой атлетике 1991 года — ;
- серебряный призёр Спартакиады народов СССР 1991 года;
- Чемпионат России по тяжёлой атлетике 1991 года — ;
- Чемпионат России по тяжёлой атлетике 1992 года — ;
- Чемпионат России по тяжёлой атлетике 1993 года — ;
- Чемпионат России по тяжёлой атлетике 2001 года — ;
- Чемпионат России по тяжёлой атлетике 2002 года — ;
- Чемпионат России по тяжёлой атлетике 2003 года — ;
- Чемпионат России по тяжёлой атлетике 2004 года — ;
- Чемпионат России по тяжёлой атлетике 2005 года — ;
- Чемпионат России по тяжёлой атлетике 2006 года — ;
- Кубок России по тяжёлой атлетике 2002 года — ;
- бронзовый призёр чемпионата Европы 2002 года в Анталии (Турция);
- бронзовый призёр чемпионата мира 2005 года в Дохе (Катар);
- 2-кратный серебряный призёр чемпионатов мира (2006, Санто-Доминго; 2007, Чиангмай, Таиланд);
- обладатель одного мирового рекорда.

## Награды
- Почётный знак «За трудовое отличие» (10 февраля 2024) — за особые вклад в развитие физической культуры и спорта Чеченской Республики, выдающиеся спортивные достижения, получившие широкую известность